# Gigantorhabdus enderleini
Gigantorhabdus enderleini är en insektsart som beskrevs av Schmidt. Gigantorhabdus enderleini ingår i släktet Gigantorhabdus och familjen hornstritar. Utöver nominatformen finns också underarten G. e. ishiharai.